# فرودگاه نیروی هوایی سلطنتی ابینگدون
فرودگاه نیروی هوایی سلطنتی ابینگدون (به انگلیسی: RAF Abingdon) یک فرودگاه نظامی است که یک باند فرود آسفالت دارد و طول باند آن ۱٬۸۰۲ متر است. این فرودگاه در شهر ابینگدن کشور انگلستان قرار دارد .